# Mellicta iberica
Mellicta iberica är en fjärilsart som beskrevs av Otto Staudinger 1901. Mellicta iberica ingår i släktet Mellicta och familjen praktfjärilar. Inga underarter finns listade i Catalogue of Life.